# Gonatodus
Gonatodus è un genere di pesci ossei estinto, appartenente ai paleonisciformi. Visse tra il Carbonifero inferiore e il Carbonifero superiore (circa 340 - 320 milioni di anni fa) e i suoi resti fossili sono stati ritrovati in Europa e in Nordamerica.

## Descrizione
Questo pesce solitamente non superava di molto i 20 centimetri di lunghezza, e possedeva un corpo abbastanza alto e compresso lateralmente. Alcune specie (come Gonatodus brainerdi) possedevano un corpo più slanciato. La testa era allungata, il muso arrotondato e gli occhi grandi. La pinna dorsale era piuttosto grande e a forma di triangolo appuntito, opposta obliquamente alla pinna anale di forma e dimensioni simili. La pinna caudale, benché eterocerca, era dotata di lobi quasi uguali in quanto a dimensioni. Le pinne pettorali e quelle pelviche erano allungate e appuntite. Le scaglie di Gonatodus erano ricoperte di ganoina, di forma rettangolare e disposte in file regolari.

## Classificazione
Il genere Gonatodus venne istituito da Traquair nel 1877, e comprende varie specie di pesci ossei arcaici ascrivibili al variegato (e parafiletico) ordine dei paleonisciformi. In ogni caso, solitamente Gonatodus è ascritto alla famiglia Elonichthyidae all'interno dei paleonisciformi, ed è però necessaria una riclassificazione di queste forme. La specie tipo è Gonatodus punctatus, inizialmente descritta da Louis Agassiz nel 1835 come Amblypterus punctatus e proveniente da terreni del Carbonifero inferiore della Scozia. Altre specie sono G. brainerdi (precedentemente attribuita al genere Palaeoniscum) proveniente dal Nordamerica, G. macrolepis e G. parvidens, entrambe descritte dallo stesso Traquair.

## Paleoecologia
Probabilmente Gonatodus era un pesce predatore che non inseguiva le prede a lungo, ma si appostava per poi compiere brusche accelerazioni.